# Bank von Kanada
Die Bank von Kanada (englisch Bank of Canada, französisch Banque du Canada) ist Kanadas Zentralbank. Sie wurde durch das Gesetz Bank of Canada Act von 1934 gegründet, um „das wirtschaftliche und finanzielle Wohl Kanadas zu fördern“.
Die aktuelle Erklärung zu ihren Zielen lautet:

„Die Verantwortung der Bank von Kanada konzentriert sich auf die Ziele einer niedrigen und stabilen Inflationsrate, einer sicheren und zuverlässigen Währung, finanzieller Stabilität und einer effizienten Verwaltung der Staatsanleihen und Staatsverschuldung.“

Sie ist die einzige Behörde, die kanadische Banknoten ausgibt.
Die Hauptverwaltung befindet sich an der Kreuzung von Wellington Street und Bank Street in der Innenstadt von Ottawa.

## Geschichte
Kanada hatte lange Zeit keine eigene Zentralbank. Jede größere Bank des Landes gab ihre eigenen Banknoten aus und die Bargeldversorgung Kanadas war kaum organisiert. Das Bundesfinanzministerium gab Geldscheine nur in kleinen Stückzahlen aus. Die Banque de Montréal, zur damaligen Zeit die größte Bank des Landes, fungierte als die Staatsbank. Mit dem ausgeklügelten Filialbankensystem hatte Kanada ein sehr stabiles Bankensystem.  Es gab nur wenig Bedarf nach einem Kreditgeber letzter Instanz, und das Bankensystem wurde nicht von jahreszeitabhängigen Liquiditätsproblemen erschüttert wie die Banken der USA.
Obwohl es einige Verfechter einer Zentralbank, zumeist Landwirte, gab, blieb der Status quo zu Beginn des Zwanzigsten Jahrhunderts bestehen.
Dies sollte sich erst mit dem Aufziehen einer Großen Rezession ändern. Viele Kanadier beschuldigten die Banken, diese Rezession durch ihre Verhaltensweise zu beschleunigen. Die Geldversorgung schrumpfte zusammen, und Deflation gehörte zur Tagesordnung.  Die Forderung der Landwirte nach einer Zentralbank wurde nun unterstützt vom verarbeitenden Gewerbe und weiteren Gruppen. Ein weiterer Befürworter war die Royal Bank of Canada, welche dem Rivalen, der Bank of Montreal, die staatlichen Bankgeschäfte nicht gönnte. Die Regierung fühlte sich zudem in ihren Handlungsmöglichkeiten zur Rückzahlung von Auslandskrediten eingeschränkt.
Premierminister R. B. Bennett berief daraufhin im Jahr 1931 eine Kommission, die die Einrichtung einer Zentralbank empfahl. Die Bank nahm ihre Geschäftstätigkeit am 11. März 1935 auf, nach der Verabschiedung des Bank-von-Kanada-Gesetzes. Sie wurde zunächst als in Privatbesitz befindliche Körperschaft gegründet, um ihre politische Unabhängigkeit sicherzustellen. 1938, unter Mackenzie King, wurde sie zu einer Crown Corporation im Besitz der Regierung und einem vom Premierminister ernannten Direktor.
Die Zuständigkeit zur Ausgabe von Banknoten wurde ihr 1949 vom Finanzministerium übertragen und die privaten Banken wurden aufgefordert, ihre Banknoten aus dem Umlauf zu nehmen. Die Bank spielte eine wichtige Rolle bei der Finanzierung der kanadischen Kriegsanstrengungen im Zweiten Weltkrieg.
Später erhielt sie die Aufgabe, wirtschaftliches Wachstum in Kanada zu fördern. Die Tochtergesellschaft Industrial Development Bank wurde gebildet, um zu Investitionen in Kanadische Unternehmen anzuregen. Die Geldpolitik der Bank wurde auf niedrige Zinssätze und Vollbeschäftigung mit geringer Beachtung der Inflationsrate ausgerichtet. Als in den frühen 60er-Jahren eine Inflation begann, ordnete der Direktor James Coyne eine Reduzierung der Geldversorgung an. Premierminister John Diefenbaker war mit dieser Entscheidung nicht einverstanden und befahl eine Rückkehr zu Vollbeschäftigungs-Zielsetzung. Dies verursachte eine kurze Krise, da die Bank als marktwirtschaftlich organisierte Organisation aufgebaut war und nicht unter politischer Kontrolle stehen sollte. Coyne trat zurück und Louis Rasminsky übernahm seinen Posten.
Die Bank richtete sich in der Folge mehr auf Inflationsbekämpfung aus, sodass diese in den 1980er-Jahren zu ihrem primären Ziel ausgerufen wurde.

## Direktor
Der Leiter der Bank von Kanada ist der Direktor, der vom Verwaltungsrat der Bank für eine siebenjährige Amtszeit ernannt wird. Er kann von der Regierung nicht entlassen werden. Im Falle tiefgreifender Unstimmigkeiten zwischen Regierung und Bank kann der kanadische Finanzminister schriftlich anordnen, dass die Bank ihr Verhalten zu ändern hat. In der Praxis bestimmt der Direktor die Geldpolitik unabhängig von der Regierung.

## Direktoren
- Tiff Macklem (seit 2020)
- Stephen Poloz (2013–2020)
- Mark Carney (2008–2013)
- David A. Dodge (2001–2008)
- Gordon Thiessen (1994–2001)
- John Crow (1987–1994)
- Gerald Bouey (1973–1987)
- Louis Rasminsk (1961–1973)
- James Coyne (1955–1961)
- Graham Towers (1934–1954)